# Charaxes thomasius
Charaxes thomasius är en fjärilsart som beskrevs av Otto Staudinger 1886. Charaxes thomasius ingår i släktet Charaxes och familjen praktfjärilar. Inga underarter finns listade i Catalogue of Life.